# Julen Luis Arizmendi Martínez
Julen Luis Arizmendi Martínez, (nascut als Estats Units el 5 de juliol de 1976), és un jugador d'escacs espanyol, que té el títol de Gran Mestre des de 2004.
A la llista d'Elo de la FIDE del març de 2021, hi tenia un Elo de 2487 punts, cosa que en feia el jugador número 21 (en actiu) de l'estat espanyol. El seu màxim Elo va ser de 2580 punts, a la llista de juny de 2013 (posició 309 al rànquing mundial).

## Resultats destacats en competició
El 2006, Arizmendi fou 2n al XVII Open Internacional Ciudad de Jaén, rere el serbi Aleksa Strikovic., i guanyà el II Open Internacional "Ciutat de Xàtiva". El 2008 arribà a la final del Campionat d'Espanya absolut, a Ceuta, però fou derrotat per David Lariño. El 2009 fou tercer al XXII Open Internacional Villa de Benidorm
Al Campionat d'Espanya de 2010, disputat el setembre a El Sauzal, Tenerife, Arizmendi encapçalava la classificació abans de la darrera ronda, però va perdre en el seu enfrontament contra el català Miquel Illescas, i es va veure relegat a la cinquena posició final.
El juliol de 2010 fou tercer al Campionat d'Espanya d'escacs ràpids celebrat a Benasc
El 2012 es proclamà Campió d'Espanya absolut en el torneig celebrat a San Bartolomé de Tirajana entre el 29 de setembre i el 7 d'octubre, superant Miguel Muñoz Pantoja (2n). El 2013 empatà al segon lloc al Campionat d'Espanya, a Linares, amb Miquel Illescas, Oleg Kornéiev i David Antón (el campió fou Ivan Salgado).
L'agost de 2019 fou segon a l'Obert d'Escacs d'Andorra (el campió fou Maxime Lagarde).

## Escriptor d'escacs
Arizmendi és el coautor, juntament amb Javier Moreno Carnero del llibre: Juegue la Najdorf publicat per l'editorial espanyola La Casa del Ajedrez, un llibre que ofereix un repertori d'obertures per jugar amb negres la variant més popular de la defensa siciliana.